# Noszenie skarpet do sandałów

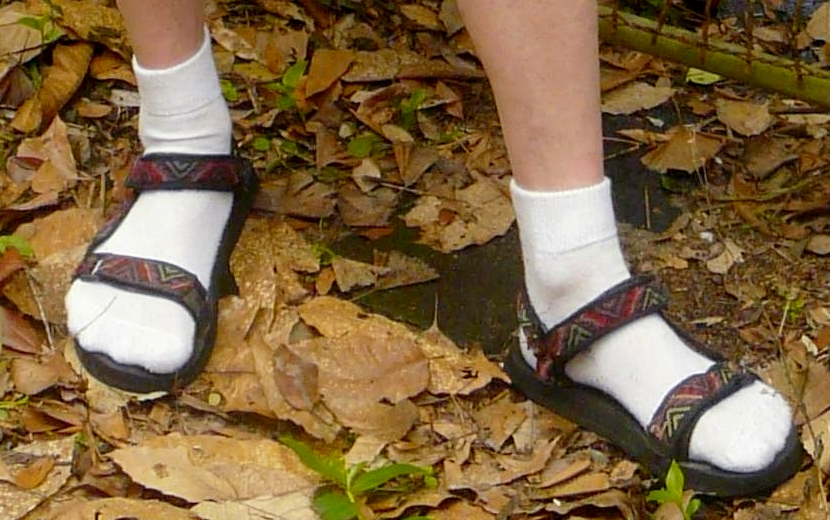
Skarpety powyżej kostek noszone do sandałów

Noszenie skarpet do sandałów – kontrowersyjne połączenie ubioru, zjawisko społeczne będące przedmiotem dyskusji w wielu krajach i kulturach. Takie rozwiązanie bywa uważane za modowe faux-pas.

## Historia

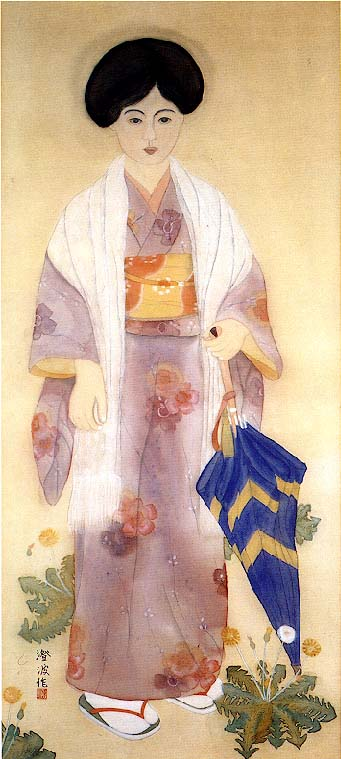
Obraz (1926) ukazujący Japonkę w skarpetach tabi i klapkach

Najstarsze dowody na noszenie skarpet do sandałów pochodzą z grobu faraona Tutanchamona (zm. 1323 p.n.e.). Obok 81 par różnego rodzaju sandałów (w tym ortopedycznych) znaleziono 3 pary (dalsze 4 niepotwierdzone, ze względu na stopień zachowania) dwuwarstwowych lnianych skarpet, zszytych konopną nicią z trzech części, z wcięciem na pasek od sandałów, niebarwionych. Skomplikowana i przemyślana konstrukcja, jak również niewielka liczba odnalezionych egzemplarzy, może dowodzić, że chociaż skarpetki były znane, z różnych względów powstrzymywano się od ich powszechnego wykorzystywania w starożytnym Egipcie. André J. Veldmeijer, autor książki Tutankhamun’s Footwear, spekuluje, że mogły być one wykorzystywane podczas jazdy rydwanem.
Kolejnym przykładem jest 14 grobów rzymskich legionistów, które zostały znalezione na terenie wykopalisk archeologicznych między Dishforth a Leeming w North Yorkshire. Odkrycie włókien wśród rdzy z gwoździa od sandała może sugerować, że starożytni Rzymianie nosili skarpety do sandałów przynajmniej 2000 lat temu. Blaise Vyner, archeolog kierujący wykopaliskami, skomentował: „jestem pewien, że bardzo chętnie zakładali skarpety, kiedy tylko nadchodziła jesień”.

## Współcześnie
W 2010 „Daily Telegraph” doniósł, że noszenie skarpet do sandałów było wiosenno-letnim hitem tego roku. W Czechach zestawienie to jest uważane za raczej nieestetyczne, chociaż część czeskiego społeczeństwa preferuje skarpety do sandałów, a część opowiada się za oboma wariantami (sandały ze skarpetami i bez). Według Briana Shea z „The Evening Sun” noszenie skarpet do sandałów jest popularne wśród starszego pokolenia oraz wśród Niemców. „The China Post” stwierdził, że Brytyjczycy są „znani z modowych gaf takich jak noszenie skarpet do sandałów”. W 2013 roku brytyjski tabloid „Daily Mail” negatywnie ocenił piłkarza Davida Beckhama i wokalistę Justina Biebera, którzy założyli skarpety do klapków. Rok później zauważono, że większa liczba celebrytów stosuje to rozwiązanie. Stylista Alain Mehada wyjaśnił, że nie jest ono pozbawione zalet: jest komfortowe i zapobiega ocieraniu skóry przez obuwie. Wskazał, że celebrytki zakładające skarpety do sandałów zmieniły w opinii publicznej ocenę tego połączenia z faux-pas na „prawdziwie stylowe”.
Z kolei w Polsce uważa się, że noszenie skarpet do sandałów jest rodzimą specjalnością, przejętą w innych krajach, także przez projektantów mody. Michał Kędziora, autor bloga modowego Mr.Vintage, umieścił to zestawienie stroju na liście „10 największych błędów modowych polskich mężczyzn”.
Saurabh Bhatia, autor książki Indian Corporate Etiquette, doradza czytelnikom: „Jeżeli (…) nie nosisz skarpet do sandałów, zadbaj o to, abyś miał czyste palce u stóp i krótko obcięte paznokcie”. Joshua Belter w książce The Book of Rules: The Right Way to Do Everything, wskazuje, że noszenie skarpet do sandałów negatywnie wpływa na wentylację stóp.